# Tjilpende kikker
De tjilpende kikker (Crinia insignifera) is een kikker uit de familie Australische fluitkikkers (Myobatrachidae).

## Kenmerken
Dit 1,5 tot 3 cm lange diertje heeft een slank lichaam met een grijze tot bruine huid met donkere vlekken of strepen. Vaak is tussen de ogen een driehoekige, donkere vlek zichtbaar. Het huidoppervlak kan glad of wrattig zijn.

## Leefwijze
Het voedsel van deze terrestrische dieren bestaat voornamelijk uit ongewervelden. In droge perioden verblijven ze ondergronds.

## Voortplanting
Om vrouwtjes te lokken in de paartijd, roepen de mannetjes. Een legsel bestaat meestal uit 60 tot 250 eieren, die afzonderlijk of in eiklompen worden afgezet in water, waarna ze naar de bodem zinken.

## Verspreiding en leefgebied
Deze soort komt voor in Zuidwest-Australië in tijdelijke moerassen, ontstaan na winterse regens.